# 強烈熱帶風暴格美 (2012年)
強烈熱帶風暴格美（英語：Severe Tropical Storm Gaemi，國際編號：1220，聯合颱風警報中心：WP212012，菲律賓大氣地球物理和天文管理局：Marce，印度氣象局：BOB01）為2012年太平洋颱風季第二十個被命名的風暴。「格美」（개미）一名由韓國提供，意思是螞蟻。

## 發展過程
2012年9月28日下午，一個低壓區在越南以東海面上形成。
9月29日下午2時，聯合颱風警報中心把該低壓區形成熱帶氣旋的機會評為Low。同日晚上9時35分，日本氣象廳把該低壓區升級為熱帶低氣壓，並發出烈風警告。
9月30日下午2時，聯合颱風警報中心把評級上調至Medium，同日晚上8時把評級升為High，及發布熱帶氣旋形成警報。
10月1日，該低壓區繼續發展及增強，香港天文台在早上7時45分表示「一個熱帶低氣壓似乎在形成中」，並在下午4時15分把該低壓區升級為熱帶低氣壓。晚上8時，聯合颱風警報中心將其升為熱帶低氣壓。晚上9時半，日本氣象廳升為熱帶風暴，並命名為格美。當晚格美向北至東北偏北緩慢移動。
10月2日凌晨5時，聯合颱風警報中心把格美升為熱帶風暴。香港天文台亦在上午11時45分把格美升為熱帶風暴。格美改向東南偏東移動，時速8至10公里。
10月3日，格美持續增強。下午3時10分，日本氣象廳把格美升為強烈熱帶風暴。香港天文台緊隨其後，在下午3時半把格美升級為強烈熱帶風暴。格美再次移動緩慢。
10月4日凌晨，格美受東風垂直風切變影響轉趨減弱，低層環流中心外露，只剩下西面的強對流並一直維持至登陸。上午9時10分日本氣象廳降為熱帶風暴，香港天文台亦在上午9時45分把格美降級為熱帶風暴。
10月5日，格美開始加速向西至西南偏西移動。
10月6日，格美在越南富安省綏和市沿岸登陸，並顯著減弱。日本氣象廳及香港天文台在晚上8時45分把格美降為熱帶低氣壓。
10月7日，格美繼續減弱。香港天文台在凌晨把格美降級為低壓區。
10月10日，格美在穿越中南半岛进入孟加拉湾后重新增强，IMD将其升格为强低气压BOB 1，不久朝东北登陆孟加拉后消散，根据媒体报道该低氣压登陆后造成至少30人死亡。

## 影響

### 菲律賓
最高熱帶氣旋警告：一號風暴信號
2012年10月3日下午5時，菲律賓大氣地球物理和天文管理局發出一號風暴信號，影響範圍包括巴丹省和三描禮士省。10月4日格美逐漸減弱，上午5時解除所有風暴信號。然而格美再度靠近菲律賓，同日上午10時集結在伊巴以西170公里海面上，為格美最靠近菲律賓之距離，隨後上午11時菲律賓氣象部門再向兩省發出一號風暴信號，10月5日上午5時解除所有風暴信號。
國家減災風險管理委員會指格美在菲律賓造成1名漁民死亡。數名漁民乘船外出捕魚後，回航時因大浪而翻船，兩名漁民獲救，另一名漁民的屍體在10月4日（星期四）下午尋回並證實死亡。

### 越南
10月5日晚上，中央水文氣象預報中心發布洪水警告，指受格美影響，10月6日起從廣平省至慶和省、嘉萊省、崑嵩省會有中到暴雨及雷暴，持續2~3天，並可能引發山泥傾瀉。
10月6日下午5時，中央水文氣象預報中心發布風暴信息指格美已移動至平定省－富安省沿岸並將登陸，登陸前中心風力迅速減弱，由熱帶風暴（65公里／小時）減弱為熱帶低氣壓（55公里／小時）。下午10時26分發布最後的風暴信息，指格美已在嘉萊省減弱為一低壓區。

### 
10月10日，格美在穿越中南半島進入孟加拉灣後重新增強，IMD將其升格為BOB 1，不久朝東北登陸孟加拉後消散，根據媒體報導格美登陸後造成至少30人死亡。

## 熱帶氣旋信號使用記錄

### 菲律賓
| 菲律賓大氣地球物理和天文管理局 | 菲律賓大氣地球物理和天文管理局 | 菲律賓大氣地球物理和天文管理局 |
| ------------------------------ | ------------------------------ | ------------------------------ |
| 上一熱帶氣旋                   | 二號風暴信號                   | 下一熱帶氣旋                   |
| 颱風杰拉華                     | 二號風暴信號                   | 熱帶風暴山神                   |

## 外部連結
- （日語）http://www.jma.go.jp/ （页面存档备份，存于） 日本氣象廳首頁
- （英文）http://www.usno.navy.mil/JTWC/ （页面存档备份，存于） 聯合颱風警報中心首頁
- （简体中文）https://web.archive.org/web/20120928121548/http://www.nmc.gov.cn/ 中央氣象台首頁
- （繁體中文）http://www.cwb.gov.tw/ （页面存档备份，存于） 中央氣象局首頁
- （繁體中文）http://www.hko.gov.hk/ （页面存档备份，存于） 香港天文台首頁
- （繁體中文）http://www.smg.gov.mo/ （页面存档备份，存于） 澳門地球物理暨氣象局首頁
- （越南文）http://www.nchmf.gov.vn/ （页面存档备份，存于） 中央水文氣象預報中心首頁

| 前任 2006年 | 太平洋颱風季名稱 格美 Kaemi | 繼任 2018年 |